# Schilling autrichien
Pour les articles homonymes, voir Schilling.
Le schilling autrichien est l'unité monétaire de l'Autriche de 1925 à 1938 puis de 1953 à 2002, date à laquelle elle a été remplacée par l'euro. Le schilling était divisé en 100 groschen.

## Histoire du schilling autrichien

### La république d'Autriche (1920-1938)
Après la défaite de l'empire austro-hongrois à la fin de la Première Guerre mondiale, l'Autriche devint une république (novembre 1920). 
L'hyperinflation qui a suivi la Première Guerre entraîna une dépréciation importante de la monnaie impériale, la Couronne autrichienne. En 1922, cette monnaie ne valait plus qu'un quinze millième de sa valeur d'avant guerre. 
L'étape initiale du programme de reconstruction monétaire fut la fondation, le 2 janvier 1923, de l'Oesterreichische Nationalbank par la loi du 14 novembre 1922, en remplacement de la Banque Austro-hongroise qui était en liquidation. Le premier objectif de cette nouvelle banque a été de garantir la stabilité de la monnaie.
La création d'une nouvelle unité monétaire devenait une nécessité. En décembre 1923, le Conseil national autorisa le gouvernement à émettre des pièces d'argent de 5 000, 10 000 et 20 000 couronnes avec la mention demi-schilling, schilling et double-schilling. Un an plus tard, une réforme monétaire officialisait la naissance du schilling comme nouvelle monnaie (loi du 20 décembre 1924 - Schillingrechnungsgesetz), avec un taux de change de 10 000 couronnes pour 1 schilling. 
Le premier billet de banque émis, en 1925, fut le billet de 100 schillings. D'autres valeurs suivront. En 1925, des pièces en or de 100 et 25 schillings furent frappées, et en 1928, une série de pièces commémoratives en argent de deux schillings furent émises à l'occasion du centième anniversaire de la mort de Franz Schubert.
Grâce à la politique monétaire rigoureuse mise en place, le schilling autrichien devint une des monnaies européennes les plus stables lors de la Grande Dépression de 1929, au point d'être surnommé Alpendollar. Malgré une dévaluation de 28 % du schilling[Quand ?], l'Autriche continua à maintenir sa politique monétaire et fiscale dans les années qui suivirent.
De nouvelles pièces furent frappées en 1934 : des pièces en argent de cinq schillings, des pièces en nickel d'un schilling et un demi-schilling (50 groschen). Toutes ces pièces étaient ornées du nouveau blason de l'État autrichien, un aigle à double-tête. La pièce de 50 groschen a été redessinée en 1935 pour éviter toute confusion avec la pièce d'un schilling.

### L'annexion par l'Allemagne (1938-1945)
L'Autriche fut annexée (Anschluss) par l'Allemagne nazie en 1938, après l'invasion du 12 mars 1938. Quelques jours après, le reichsmark allemand fut déclaré comme monnaie officielle. Le 23 avril, l'Oesterreichische Nationalbank n'eut plus le droit d'émettre des billets de banque et le 25 avril, les billets en schilling perdaient leur cours légal. Les schilling furent échangés au taux de 1,5 schilling pour un reichsmark.
L'annexion de l'Autriche permit ainsi à l'Allemagne de mettre la main sur les réserves d'or et les réserves de monnaies de l'Oesterreichische Nationalbank.

### L'occupation alliée et la deuxième République d'Autriche (1945-2002)

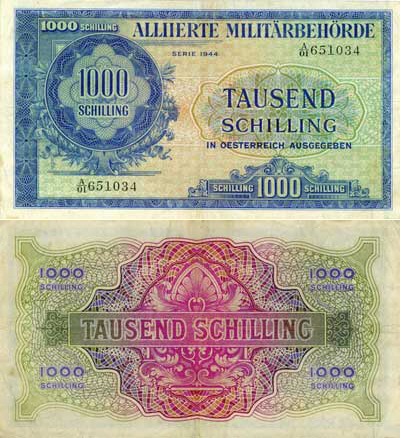
Un billet de 1000 Schilling des forces alliées (série 1944).

À la fin de la Seconde Guerre mondiale, les troupes alliées occupèrent l'Autriche. Deux types de monnaie étaient en circulation, le Reichsmark et le schilling des forces alliées.
Le 3 juillet 1945, la situation de l'Oesterreichische Nationalbank était rétablie et cinq mois plus tard, une loi (Schillingsvertrag) imposait l'échange des reichsmarks et des schillings des forces alliées en schillings autrichiens à la parité de 1 sur 1. Le schilling redevenait la monnaie unique et légale de l'Autriche. 
La politique monétaire suivie et la stabilisation de la monnaie autrichienne ont ainsi permis la fixation d'un taux de change de 26 schillings pour un dollar US en 1953.
En mai 1955, les ministres des affaires étrangères et les ambassadeurs d'Union soviétique, du Royaume-Uni, des États-Unis et de France, ainsi que le ministre autrichien des affaires étrangères, Leopold Figl, signent le traité d'État autrichien (Staatsvertrag), traité qui mettait fin pacifiquement à l'occupation de l'Autriche.
Après la faillite du système Bretton Woods et la suspension de la convertibilité du dollar en or (le 15 août 1971), la banque centrale autrichienne adopta une politique monétaire rigoureuse dont la première étape fut la fixation de la valeur du schilling à un panier de monnaies et ensuite (à partir de 1976) à la valeur du deutschemark.
Le schilling a été définitivement remplacé par l'euro en 2002, au taux de 1 euro pour 13,760 3 schillings.

## Les billets de banque autrichiens
Il n'y a pas de date limite pour échanger des billets en schillings autrichiens contre des euros.